# 青山剛昌ふるさと館
青山剛昌ふるさと館（あおやまごうしょう ふるさとかん）は、鳥取県東伯郡北栄町にあるマンガ・アニメミュージアム。
同町出身の漫画家で、『名探偵コナン』の原作者として知られる青山剛昌の資料館である。道の駅大栄に隣接し2007年3月18日に開館した。一般社団法人アニメツーリズム協会の「訪れてみたい日本のアニメ聖地88（2018年版）」の一つに当館が選定されている。
青山剛昌ふるさと館は2007年3月に旧大栄町が建てた歴史文化学習館の建物を利用して開館した。しかし、展示や収蔵のスペースが不足しており、2020年に有識者検討委員会が組織され移転すべきとの提言書が取りまとめられた。北栄町では2027年中の開館を目指して北栄町由良宿の出会いの広場（鳥取県運転免許試験場跡地）に移転する基本計画案を公表した。2023年5月16日に町民や有識者などでつくる再整備検討会が基本計画をまとめ、2026年に着工、2027年に移転新築オープンすることが決まっている。

## 施設
1階
- ミュージアムショップ「コナン探偵社」
- 展示室

2階
- 展示室

## 主な展示品
- 名探偵コナンキャラクター石膏像
- 青山剛昌の仕事部屋
- 原画ギャラリー
  - 青山剛昌短編集、まじっく快斗、YAIBA、名探偵コナン
- ヒストリ－コレクション
- 劇場版コナンポスター、セル画
- プライベートギャラリー

- フォルクスワーゲン・タイプ1

- - また、コナンの海外版コミックスも展示している。

## 利用情報
- 開館時間：4月～10月午前9時30分～午後5時30分、11月～3月午前9時30分～午後5時
- 休館日：年中無休
- 入館料：大人700円、中高生500円、小学生300円、小学生未満無料

## 交通アクセス
- 西日本旅客鉄道（JR西日本）山陰本線由良駅より徒歩18分。